# Verbolten
Verbolten sont des montagnes russes enfermées lancées du parc Busch Gardens Williamsburg, situé à Williamsburg, dans le Comté de James City, en Virginie, aux États-Unis. Elles ont remplacé Big Bad Wolf, des montagnes russes à véhicules suspendus d'Arrow Dynamics.

## Historique
L'attraction a été annoncée le 17 septembre 2010. Son ouverture a eu lieu le 18 mai 2012.

## Thème
L'attraction s'inspire des Autobahnen, les autoroutes allemandes. Elle constitue un scénario allemand : Gunter et Gerta tiennent un centre de location de voitures (d'où vient la thématique de la file d'attente). Mais ils retrouvent dans la campagne allemande plusieurs de leurs voitures louées avec leurs conducteurs disparus. Le frère et la sœur se demandent alors quelle est l'origine de l'accident. Ils demandent alors aux visiteurs de prendre la route pour voir ce qu’il s'est réellement passé.
Une voiture voyage sur l'autoroute, mais tout à coup elle est frappée par la foudre et l'envoie dans la Forêt Noire, une forêt "interdite". Le nom Verbolten vient de l'allemand verboten, qui veut dire interdit. Le train fait deux lancements pendant le parcours.

## Le parcours
Le train débute par une petite descente et quelques virages. Il est ensuite propulsé sur un axe incliné et rentre directement dans un bâtiment dans l'obscurité. Il passe entre plusieurs effets spéciaux, freine légèrement et passe sur la section chute libre. Plusieurs effets montrent une forêt douce et « bénéfique » et se transforme très rapidement en forêt maléfique. Le train procure une chute de quelques mètres, et reprend le parcours. Juste après, le train accélère une deuxième fois pour reprendre altitude. Finalement, ce train procède à une descente de 25 mètres, frôle la surface du fleuve Rhin, encore quelques virages. Le train freine et retourne en gare.